# ماماي
ماماي كان قائدًا عسكريًا مغوليًا قويًا للقبيلة الذهبية . على عكس الاعتقاد الخاطئ الشائع، لم يكن خانًا (ملكًا)، ولكنه كان صانع ملوك لعدة خانات، وسيطر على أجزاء أو كل القبيلة الذهبية لمدة عقدين تقريبًا في ستينيات وسبعينيات القرن الرابع عشر. على الرغم من أنه لم يتمكن من تثبيت السلطة المركزية خلال حرب الخلافة المعروفة باسم الاضطرابات الكبرى ، ظل ماماي قائدًا رائعًا ومثابرًا لعقود من الزمن، بينما جاء آخرون وذهبوا في تتابع سريع. كانت هزيمته في معركة كوليكوفو بمثابة بداية النهاية بالنسبة له وسقوطه السريع.